# Reggiana Calcio Femminile 2008-2009
Questa voce raccoglie le informazioni riguardanti l'Associazione Sportiva Dilettantistica Reggiana Calcio Femminile nelle competizioni ufficiali della stagione 2008-2009.

## Divise e sponsor
La tenuta riproponeva lo schema già utilizzato dalla Reggiana maschile, ovvero completo granata per la prima e completamente bianca, o con calzettoni granata, per la seconda. Il fornitore delle tenute era Legea.
|  | 1ª divisa |  | 2ª divisa |

## Organigramma societario
Tratto dal sito Football.it.
Area amministrativa
- Presidente: Elisabetta "Betty" Vignotto
- Vicepresidente: Maria Grazia Azzolini
- Segretario generale: Lauro Canepari

Area tecnica
- Allenatore: Milena Bertolini
- Allenatore in seconda: Roberto Bonacini
- Allenatore portieri: Valerio Valpreda

## Rosa
Rosa e ruoli tratti dal sito Football.it.
| N. |                   | Ruolo | Calciatrice       |
| -- | ----------------- | ----- | ----------------- |
|    | Italia (bandiera) | P     | Lara Anelli       |
|    | Italia (bandiera) | P     | Silvia Vicenzi    |
|    | Italia (bandiera) | D     | Alessia Bonati    |
|    | Italia (bandiera) | D     | Veronica Cantoro  |
|    | Italia (bandiera) | D     | Roberta Casile    |
|    | Italia (bandiera) | D     | Valeria Magrini   |
|    | Italia (bandiera) | D     | Laura Neboli      |
|    | Italia (bandiera) | D     | Daniela Tavalazzi |
|    | Italia (bandiera) | C     | Silvia Baldi      |
|    | Italia (bandiera) | C     | Lara Barbieri     |
|    | Italia (bandiera) | C     | Veronica Brutti   |
|    | Italia (bandiera) | C     | Silvia Eccher     |

| N. |                   | Ruolo | Calciatrice         |
| -- | ----------------- | ----- | ------------------- |
|    | Italia (bandiera) | C     | Elisa Giugni        |
|    | Italia (bandiera) | C     | Marcella Gozzi      |
|    | Italia (bandiera) | C     | Giulia Nasuti       |
|    | Italia (bandiera) | C     | Eleonora Prost      |
|    | Italia (bandiera) | C     | Elisabetta Spina    |
|    | Italia (bandiera) | C     | Evelyn Vicchiarello |
|    | Italia (bandiera) | A     | Sara Colzi          |
|    | Italia (bandiera) | A     | Fabiana Costi       |
|    | Italia (bandiera) | A     | Valeria Davoli      |
|    | Italia (bandiera) | A     | Priscilla Del Prete |
|    | Italia (bandiera) | A     | Daniela Sabatino    |

## Calciomercato

### Sessione estiva
| Acquisti | Acquisti            | Acquisti                | Acquisti   |
| R.       | Nome                | da                      | Modalità   |
| -------- | ------------------- | ----------------------- | ---------- |
| D        | Veronica Cantoro    | Doncaster Rovers Belles | definitivo |
| D        | Valeria Magrini     | Bardolino Verona        | definitivo |
| C        | Elisabetta Spina    | Pisa                    | definitivo |
| C        | Evelyn Vicchiarello | Bardolino Verona        | definitivo |
| A        | Sara Colzi          | Firenze                 | definitivo |

| Cessioni | Cessioni            | Cessioni          | Cessioni   |
| R.       | Nome                | a                 | Modalità   |
| -------- | ------------------- | ----------------- | ---------- |
| P        | Mimma Fazio         | Lazio CF          | definitivo |
| D        | Chiara Cimurri      | ???               |            |
| C        | Sara D'Alessio      | Brescia           | definitivo |
| C        | Elisa Giugni        | Atletico Oristano | definitivo |
| C        | Marcella Gozzi      | Frutta Più Verona | definitivo |
| C        | Valentina Zavanelli | ???               |            |
| A        | Nelli Emilia Berg   | KMF               | definitivo |
| A        | Valeria Davoli      | ???               |            |
| A        | Erika Lisi          | Castelvecchio     | definitivo |

## Risultati

### Serie A

#### Girone di andata
| Arbitro: | Giovanni Baccini (Conegliano) |

|  |           |            |
|  | Marcatori | 72’ Brutti |

| Arbitro: | Massimo Molinaroli (Verona) |

|              |           |              |
| Sabatino 46’ | Marcatori | 92’ Zambetti |

| Arbitro: | Marco Rondina (Vercelli) |

|  |           |                                    |
|  | Marcatori | 11’ Eccher 23’ Brutti 64’ Sabatino |

| Arbitro: | Giovanni Sorrentino (Mantova) |

|                                           |           |               |
| Sabatino 19’ Vicchiarello 23’, 65’ (rig.) | Marcatori | 50’ Capovilla |

| Arbitro: | Giovanni Nuvoli (Alghero) |

|                        |           |           |
| Pintus 57’ Fuselli 75’ | Marcatori | 95’ Costi |

| Arbitro: | Gianni Cinelli (Pistoia) |

|                             |           |                            |
| Vicchiarello 70’ Brutti 87’ | Marcatori | 18’ (rig.) Boni 56’ Parisi |

| Arbitro: | Claudio Castello (Chivasso) |

|  |           |                                                                         |
|  | Marcatori | 19’, 50’, 64’ (rig.) Sabatino 46’, 80’ Vicchiarello 58’ (aut.) Ferretti |

| Arbitro: | Mario Gallione (La Spezia) |

|                                                   |           |  |
| Sabatino 26’, 53’, 65’ Vicchiarello 41’ Costi 90’ | Marcatori |  |

| Arbitro: | Marco Francesco Schifano (Novi Ligure) |

|  |           |                               |
|  | Marcatori | 12’ Vicchiarello 15’ Sabatino |

| Arbitro: | Carmine Tullio Graziano (Mantova) |

|              |           |             |
| Sabatino 73’ | Marcatori | 19’ Barreca |

| Arbitro: | Andrea Milan (Padova) |

|                                               |           |                              |
| Camporese 10’, 58’, 86’ (rig.) Milenkovič 60’ | Marcatori | 19’, 48’ Sabatino 13’ Brutti |

#### Girone di ritorno
| Arbitro: | Alessio Cretti (Lovere) |

|           |           |              |
| Colzi 42’ | Marcatori | 76’ D'Angelo |

| Arbitro: | Marco Rondina (Vercelli) |

|  |           |              |
|  | Marcatori | 71’ Sabatino |

| Arbitro: | Giovanni Sorrentino (Mantova) |

|            |           |  |
| Nasuti 86’ | Marcatori |  |

| Arbitro: | Daniele Chiffi (Padova) |

|  |           |             |
|  | Marcatori | 3’ Sabatino |

| Arbitro: | Luigi Rossi (Rovigo) |

|            |           |                                   |
| Brutti 65’ | Marcatori | 9’ (aut.) Neboli 13’ Domenichetti |

| Arbitro: | Carmine Tullio Graziano (Mantova) |

|                                                |           |  |
| Panico 10’, 89’ Tuttino 64’ Motta 72’ Boni 78’ | Marcatori |  |

| Arbitro: | Simone Berni (Forlì) |

|                                                                      |           |  |
| Vicchiarello 14’, 49’, 52’ Vitale 27’ (aut.) Colzi 36’ Del Prete 65’ | Marcatori |  |

| Arbitro: | Nicola Storace (Novi Ligure) |

|            |           |                             |
| Perini 21’ | Marcatori | 25’ Spina 35’, 90’ Sabatino |

| Arbitro: | Fabio Fracassi (Campobasso) |

|                         |           |            |
| Del Prete 8’ Nasuti 81’ | Marcatori | 14’ Sodini |

| Arbitro: | Angelo Pasqua (L'Aquila) |

|              |           |                       |
| Olivieri 60’ | Marcatori | 42’, 80’ Vicchiarello |

| Arbitro: | Luca Squintani (Cremona) |

|                   |           |           |
| Sabatino 13’, 62’ | Marcatori | 40’ Mauro |

### Coppa Italia

#### Primo turno
Girone E
| Reggio nell'Emilia 7 settembre 2008 | Reggiana | 6 – 0 | Dinamo Ravenna | Stadio comunale Mirabello |

| 14 settembre 2008 | Montale 2000 | 0 – 6 | Reggiana |  |

| Reggio nell'Emilia 20 settembre 2008 | Reggiana | 1 – 1 | Fiammamonza | Stadio comunale Mirabello |

| 11 gennaio 2009 | Cervia | 2 – 5 | Reggiana |  |

#### Quarti di finale
| Arbitro: | Matteo Scattolin (Padova) |

|                            |           |  |
| Tavalazzi 44’ Sabatino 58’ | Marcatori |  |

| Arbitro: | Andrea Zuliani (Vicenza) |

|            |           |                                      |
| Paroni 67’ | Marcatori | 4’ Sabatino 45’ Brutti 55’ Del Prete |

#### Semifinali
| Arbitro: | Dario Cocciolo (Roma 2) |

|                                       |           |  |
| Girelli 6’ D'Adda 33’ Panico 56’, 84’ | Marcatori |  |

## Statistiche

### Statistiche di squadra
| Competizione | Punti | In casa | In casa | In casa | In casa | In casa | In casa | In trasferta | In trasferta | In trasferta | In trasferta | In trasferta | In trasferta | Totale | Totale | Totale | Totale | Totale | Totale | DR  |
| Competizione | Punti | G       | V       | N       | P       | Gf      | Gs      | G            | V            | N            | P            | Gf           | Gs           | G      | V      | N      | P      | Gf     | Gs     | DR  |
| ------------ | ----- | ------- | ------- | ------- | ------- | ------- | ------- | ------------ | ------------ | ------------ | ------------ | ------------ | ------------ | ------ | ------ | ------ | ------ | ------ | ------ | --- |
| Serie A      | 46    | 11      | 6       | 4       | 1       | 25      | 10      | 11           | 8            | 0            | 3            | 23           | 13           | 22     | 14     | 4      | 4      | 48     | 23     | +25 |
| Coppa Italia | -     | 3       | 2       | 1       | 0       | 9       | 1       | 4            | 3            | 0            | 1            | 14           | 7            | 7      | 5      | 1      | 1      | 23     | 8      | +15 |
| Totale       | -     | 14      | 8       | 5       | 1       | 34      | 11      | 15           | 11           | 0            | 4            | 37           | 20           | 29     | 19     | 5      | 15     | 71     | 31     | +40 |

### Statistiche delle giocatrici
| Giocatore       | Serie A  | Serie A | Serie A     | Serie A    | Coppa Italia | Coppa Italia | Coppa Italia | Coppa Italia | Totale   | Totale | Totale      | Totale     |
| Giocatore       | Presenze | Reti    | Ammonizioni | Espulsioni | Presenze     | Reti         | Ammonizioni  | Espulsioni   | Presenze | Reti   | Ammonizioni | Espulsioni |
| --------------- | -------- | ------- | ----------- | ---------- | ------------ | ------------ | ------------ | ------------ | -------- | ------ | ----------- | ---------- |
| L. Anelli       | 1        | -0      | 0           | 0          | ?            | ?            | ?            | ?            | 1+       | 0+     | 0+          | 0+         |
| S. Baldi        | 17       | 0       | 0           | 0          | ?            | ?            | ?            | ?            | 17+      | 0+     | 0+          | 0+         |
| L. Barbieri     | 16       | 0       | 2           | 0          | ?            | ?            | ?            | ?            | 16+      | 0+     | 2+          | 0+         |
| A. Bonati       | 0        | 0       | 0           | 0          | ?            | ?            | ?            | ?            | 0+       | 0+     | 0+          | 0+         |
| V. Brutti       | 20       | 5       | 0           | 0          | ?            | ?            | ?            | ?            | 20+      | 5+     | 0+          | 0+         |
| V. Cantoro      | 11       | 0       | 1           | 0          | ?            | ?            | ?            | ?            | 11+      | 0+     | 1+          | 0+         |
| R. Casile       | 17       | 0       | 1           | 0          | ?            | ?            | ?            | ?            | 17+      | 0+     | 1+          | 0+         |
| S. Colzi        | 22       | 2       | 0           | 0          | ?            | ?            | ?            | ?            | 22+      | 2+     | 0+          | 0+         |
| F. Costi        | 7        | 2       | 0           | 0          | ?            | ?            | ?            | ?            | 7+       | 2+     | 0+          | 0+         |
| V. Davoli       | 0        | 0       | 0           | 0          | ?            | ?            | ?            | ?            | 0+       | 0+     | 0+          | 0+         |
| P. Del Prete    | 20       | 2       | 1           | 1          | ?            | ?            | ?            | ?            | 20+      | 2+     | 1+          | 1+         |
| S. Eccher       | 13       | 1       | 0           | 0          | ?            | ?            | ?            | ?            | 13+      | 1+     | 0+          | 0+         |
| V. Magrini      | 17       | 0       | 3           | 0          | ?            | ?            | ?            | ?            | 17+      | 0+     | 3+          | 0+         |
| G. Nasuti       | 22       | 2       | 0           | 0          | ?            | ?            | ?            | ?            | 22+      | 2+     | 0+          | 0+         |
| L. Neboli       | 20       | 0       | 2           | 1          | ?            | ?            | ?            | ?            | 20+      | 0+     | 2+          | 1+         |
| E. Prost        | 0        | 0       | 0           | 0          | ?            | ?            | ?            | ?            | 0+       | 0+     | 0+          | 0+         |
| D. Sabatino     | 22       | 19      | 1           | 0          | ?            | ?            | ?            | ?            | 22+      | 19+    | 1+          | 0+         |
| E. Spina        | 13       | 1       | 1           | 0          | ?            | ?            | ?            | ?            | 13+      | 1+     | 1+          | 0+         |
| D. Tavalazzi    | 16       | 0       | 1           | 0          | ?            | ?            | ?            | ?            | 16+      | 0+     | 1+          | 0+         |
| E. Vicchiarello | 22       | 12      | 0           | 0          | ?            | ?            | ?            | ?            | 22+      | 12+    | 0+          | 0+         |
| S. Vicenzi      | 22       | -22     | 2           | 0          | ?            | ?            | ?            | ?            | 22+      | -22+   | 2+          | 0+         |